# Annabella

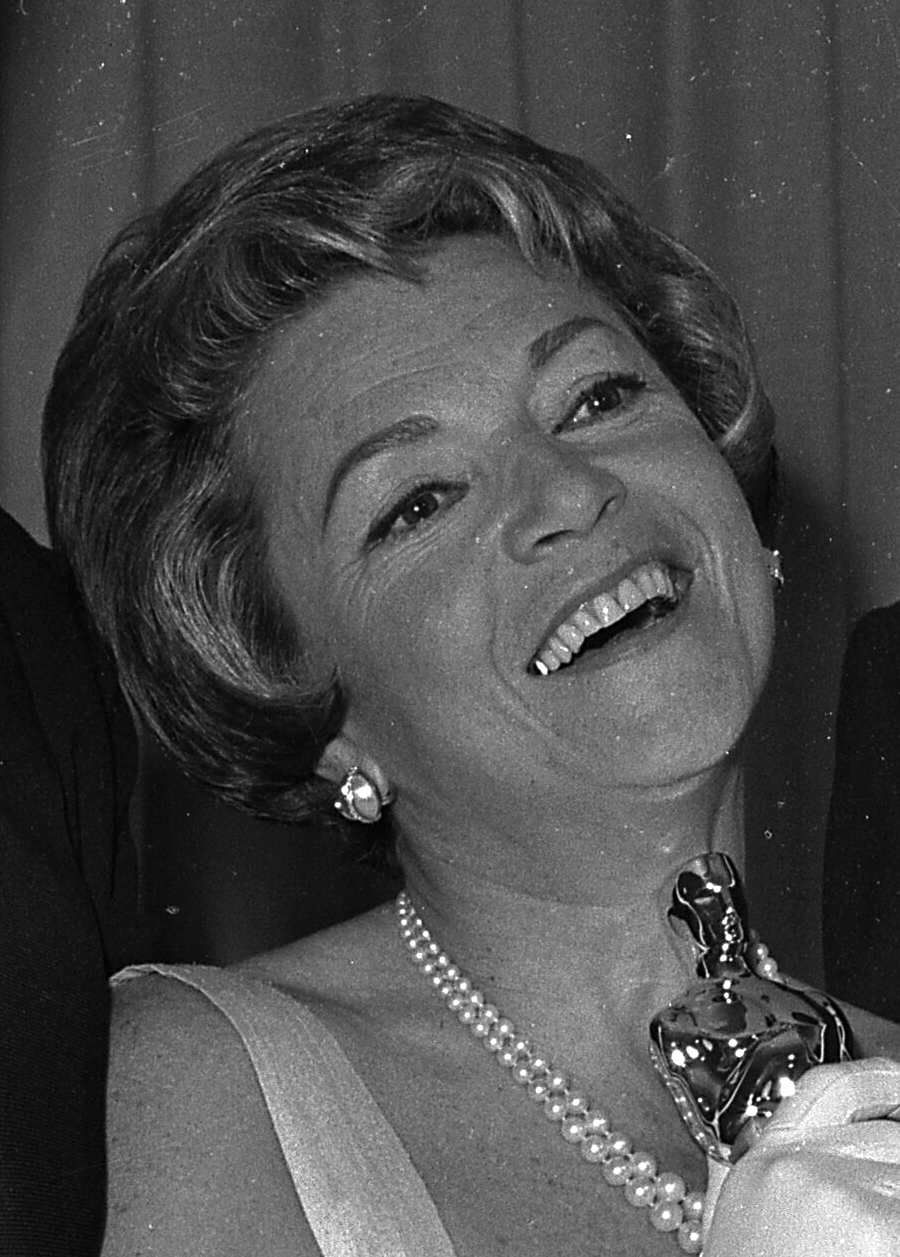
Annabella (1964)

Annabella (eigentlich Suzanne Georgette Charpentier; * 14. Juli 1907 in Paris; † 18. September 1996 in Neuilly-sur-Seine) war eine französische Filmschauspielerin.

## Leben
Suzanne Georgette Charpentier, genannt Annabella, hatte ihr Filmdebüt 1927 in Abel Gances Napoleon in einer Doppelrolle als Violine Fleuri und Desirée Clary. Zu Beginn der 1930er Jahre trat sie in französischen Versionen mehrerer deutscher Filme auf. Bei den Dreharbeiten zu Joe Mays Paris-Méditerranée lernte sie Jean Murat kennen, den sie heiratete.
Die 1930er Jahre waren Annabellas Hauptschaffenszeit. So trat sie in Filmen von Carmine Gallone, René Clair, Paul Fejos, Erik Charell und Nikolas Farkas auf. 1936 wurde sie als beste Darstellerin für ihre Rolle in Marcel L’Herbiers Zwischen Abend und Morgen mit der Coppa Volpi der Filmfestspiele von Venedig ausgezeichnet. Ab 1936 spielte sie auch in britischen Filmproduktionen, so die Hauptrolle in Zigeunerprinzessin (1937) und neben Conrad Veidt in Victor Sjöströms Unter der roten Robe (1937). 1938 ging Annabella nach Hollywood, wo ihre wichtigste Produktion Allan Dwans Monumentalfilm Suez (1938) mit Loretta Young und Tyrone Power war. Mit Power hatte sie eine von der Klatschpresse viel beachtete Affaire. Sie heiratete ihn 1939. Mit Albert Alfred Sorré (1905–1932) hatte sie eine Tochter, Anne (* 5. April 1928; † 25. Dezember 2011), die Tyrone Power kurz nach der Heirat adoptierte und die von 1954 bis 1968 mit dem österreichischen Theater- und Filmschauspieler Oskar Werner verheiratet war.
In den 1940er Jahren drehte Annabella nur noch wenige Filme. Nachdem sie 1948 von Power geschieden wurde, ging sie nach Frankreich zurück. Es gelang ihr jedoch nicht, an ihre früheren Erfolge anzuknüpfen. Zu Beginn der 1950er Jahre zog sie sich auf einen Bauernhof in den Pyrenäen zurück.
Annabella starb 1996 an einem Herzinfarkt und wurde auf dem Pariser Cimetière de Passy beigesetzt.

## Filmografie (Auswahl)
- 1927: Napoleon
- 1928: Maldone
- 1931: Die Million (Le Million)
- 1931: Eine Razzia in Paris (Un soir de rafle)
- 1931: Autour d'une enquête (franz. Version von Voruntersuchung)
- 1932: Paris-Mediteranée
- 1932: Marie, eine ungarische Legende
- 1933: Fräulein Josette – meine Frau (Mlle Josette, ma femme)
- 1933: Der 14. Juli (14 Juillet)
- 1933: Sonnenstrahl
- 1933: Gardez le sourire (Ö/F 1933; franz. Version von Sonnenstrahl)
- 1934: La Bataille
- 1934: Caravane
- 1934: Natascha (Les nuits moscovites)
- 1935: Varieté (und franz. Vers.: Variétés)
- 1935: Die Liebesgasse von Marokko (La Bandéra)
- 1935: Blutsbrüder 1918 (L’Équipage)
- 1935: Zwischen Abend und Morgen (Veille d’armes)
- 1937: Unter der roten Robe (Under the Red Robe)
- 1937: Zigeunerprinzessin (Wings of the Morning)
- 1937: … heute Abend – Hotel Ritz (Dinner at the Ritz)
- 1938: Hôtel du Nord
- 1938: The Baroness and the Butler
- 1938: Suez
- 1939: Bridal Suite
- 1946: 13 Rue Madeleine
- 1950: Don Juan